# 幽霊指揮者
幽霊指揮者（ゆうれいしきしゃ、英: Phantom Conductor）は、レコードやCDなどに記されている実在しない指揮者・架空の指揮者を総称する俗語である。幽霊指揮者と同様に、実在しない「幽霊オーケストラ」も存在する。

## 低価格CDと幽霊指揮者の関係
低価格で販売されているクラシック音楽CD（それも一般の音楽CDとは違ったルート、例えば駅前の出店や大型スーパーなどで売られているもの）の中には、CDに記されている演奏者名が偽りのものがあると言われている。さらには、そこで使われている演奏者名（指揮者名）が、実在しない架空の名前であることもあるとされる。一般的にはこの意味で「幽霊指揮者」の用語が使われることが多い。
低価格のCDが全て幽霊指揮者による演奏というわけでは、決してない。後述のような、特定の音源がこれに該当する。これに該当するCDを「PILZ系CD」「バッタもん系CD」などと総称する人もいる。

## 情報源
これら、幽霊指揮者やそのCDについての情報は、香港の HNH internationalのサイトを発端としている。これは1998年前後の短期間のみ公開されていたページである。HNH international社のサイトにこれらの情報が公開された理由や、これらの情報の真偽については明らかではない。当時このページを見たファンが、パソコン通信やインターネットを介して私的に（独自研究も交えて）、これらの情報を引き継ぎ流布して現在に至っている。それ以外の、信頼できる媒体からの情報源の存在が不明であることもあり、クラシックCDの世界の都市伝説の一つにもなっている。本記事の情報も、これらに沿ったものである。
なおHNH international社は、1998年ごろから現在に至るまで、自社の保有する膨大な録音をNaxosレーベルからリリースしており、これらはもちろん信頼のおける演奏者データを持っており、幽霊指揮者の演奏とされる音源を取り扱っていたわけではない。

## 「幽霊指揮者」の草分け的存在
このような「架空の指揮者による録音」は、LPレコードの時代から存在する。例えばアメリカの音楽プロデューサーのイーライ・オバースタインが所有していた"Record Corporation of America"という会社は、"Allegro"や"Royale"等のレーベル名で、「フリッツ・シュライバー（Fritz Schreiber）指揮」などと称して多数の海賊盤を販売していた。このフリッツ・シュライバーという指揮者は実在しない。オバースタインの会社は、他にも指揮者のヨーゼフ・バルツァー（Joseph Balzer）やゲルト・ルバーン（Gerd Rubahn）、ピアニストのエリオット・エヴァレット（Elliott Everett）、ゲルハルト・シュタイン（Gerhard Stein）、エリック・シルヴァー（Eric Silver）、ヴァイオリニストのヤン・バラコフスキー（Jan Balachowsky）などの名義でもレコードを発売していたが、これらの指揮者・演奏家もシュライバーと同様に実在しない。
こうした架空名義のレコードのうち、実際の演奏者が判明しているものも存在する。例えば「フリッツ・シュライバー指揮、ドレスデン国立歌劇場管弦楽団」の演奏として発売されたワーグナーの『ニーベルングの指環』のレコードの場合、音源は1953年のバイロイト音楽祭のラジオ中継であり、実際の演奏者はヨーゼフ・カイルベルト指揮バイロイト祝祭管弦楽団である。しかし未だに正体がわからないものも残っている。特にシュライバー名義のベートーヴェンの交響曲第3番のレコードは、「本当はフルトヴェングラー指揮のラジオ放送用録音なのではないか」という憶測を呼び、中古レコード市場で1万円を超える値がついたこともあったという。
ドイツの指揮者兼音楽プロデューサーであるアルフレート・ショルツ（Alfred Scholz）は、オーストリア放送協会の放送用録音を大量に買い取り、PILZというレーベルを設立して、自身が指揮したもの、あるいは架空の演奏家のものとして大量に売りさばいた。幽霊指揮者の演奏とされるCD音源の多くは、この流れを汲んでいるとされる。
これらの中に、ショルツ自身の演奏による録音が存在する可能性は否定できないが、概して演奏者データが信頼できないため、検証できない。
PILZはその後倒産し、POINT、ONYX、MEDIAPHONなどに分化した。

## 幽霊指揮者の例
以下は、前記の意味での「幽霊指揮者」の例である。
- ヘンリー・アドルフ
- ハーバート・ウィンクラー（“Herbert Winkler” で検索すると多数の検索結果がヒットするが、指揮者であるという情報なし。同名の企業は存在する）
- ルドルフ・ウェレンスタイン
- フィリップ・キングトン（18世紀のクリケット選手の名前を借りたものと思われる）
- イゴール・ゴーゴリ
- マルコ・ショルツ（前述アルフレート・ショルツの名に由来すると思われる）
- ペーター・シュテルン（“Peter Stern” で検索すると多数の検索結果がヒットするが、アムステルダム交響楽団を指揮したとされる録音についてのもの以外の情報なし。また、経歴に関する情報全くなし。日本語サイトでは実在しないという情報のほうが優勢）
- ユージン・デュヴィエ（“Eugen Duvier” または “Eugene Duvier” で検索すると指揮者として多数の検索結果がヒットするが、経歴に関する情報全くなし。日本語サイトでは実在しないとする情報のほうが優勢）
- ピエール・ナラー
- アントン・ハリス
- カルロ・パンテッリ（“Carlo Pantelli” で検索すると指揮者として多数の検索結果がヒットするが、経歴に関する情報全くなし。日本語サイトでは実在しないとする情報のほうが優勢）
- ウラジミール・ペトロショフ（“Vladimir Petroshoff” で検索すると6件しかヒットせず、経歴に関する情報全くなし。日本語サイトでは実在しないとする情報のほうが優勢）
- アルフレッド・ミューニ
- マイケル・ラウチセン
- フェルディナント・ラング（“Ferdinand Lang” で検索するとポーランド出身で第二次大戦期を生きた人物の記事がポーランド語版ウィキペディア内に存在する（pl:Ferdinand Lang）が、別人。また、別のサイトでオーストリア帝国末期の作曲家との記載もあるが、年代が合わない。おそらく後者の名を借りたものと思われる）
- アルベルト・リッツィオ（英語版）（イタリア北部のメラーノで生まれ、ミラノでヴァイオリンを学び、作曲者・指揮者としても活躍。1999年10月にドイツ東部のドレスデンで没したとされている。）

アドルフ、ペトロショフ、リッツィオは特に有名である。

## 名前を騙られている指揮者など
廉価盤においては、実在する、知名度の高くない指揮者の名前を騙っているケースもある。
- マールテン・クーイ（オランダの指揮者。マーティン・クーイと記載されていることが多い。本来は合唱指揮者のようだ）
- ゾルタン・コヴァーチュ（ハンガリーの指揮者。ゾルタン・コバッツと記載されていることが多い）
- フランツ・リヒター（オーストリアの指揮者。オーストリア放送響で指揮していた時期がある）

なお、CDに全く演奏者名が書かれていないものも存在する（幽霊オーケストラの記事参照）。

## 実際の演奏者
これら、幽霊指揮者の演奏とされるCDの、実際の演奏者の追求・検証を試みているクラシック音楽ファンが存在する（後述の関連リンク参照）。いくつかの録音について、実際の演奏家を突き止めることに成功したと語る人もいる。彼らによると、スロベニアのアントン・ナヌート、クロアチアのミラン・ホルヴァートなどによる演奏は、最も多用されている録音であるとのことである。
実際の演奏者・指揮者としてナヌート、ホルヴァートの他に下記の人物がいる。
- ヤンスク・カヒッゼ（グルジアの指揮者。トビリシ交響楽団とセットで使われている。トビリシ響創設者で、親子で指揮者を務めた）
- ヴァクタン・カヒッゼ（ヤンスク・カヒッゼの息子）
- スタニスラフ・ゴルコヴェンコ（ロシアの指揮者）
- 張允聖（チャン・ユンスン、韓国の指揮者）

ヤンスク・カヒッゼ演奏による廉価盤CDは、演奏者名がまったく記されていないことで知られている。